# Jaxu
Jaxu település Franciaországban, Pyrénées-Atlantiques megyében. Lakosainak száma 210 fő (2022. január 1.). Jaxu Ainhice-Mongelos, Bustince-Iriberry, Irissarry, Ispoure, Ossès, Saint-Jean-le-Vieux és Suhescun községekkel határos.

## Népesség
A település népességének változása:
| Lakosok száma | 180  | 195  | 206  | 202  | 198  | 195  | 201  | 206  | 210  |
|               | 2013 | 2015 | 2016 | 2017 | 2018 | 2019 | 2020 | 2021 | 2022 |